# Dendrotrophe platyphylla
Dendrotrophe platyphylla là một loài thực vật có hoa trong họ Santalaceae. Loài này được (Spreng.) N.H.Xia & M.G.Gilbert mô tả khoa học đầu tiên năm 2003.